# Carl von Diebitsch

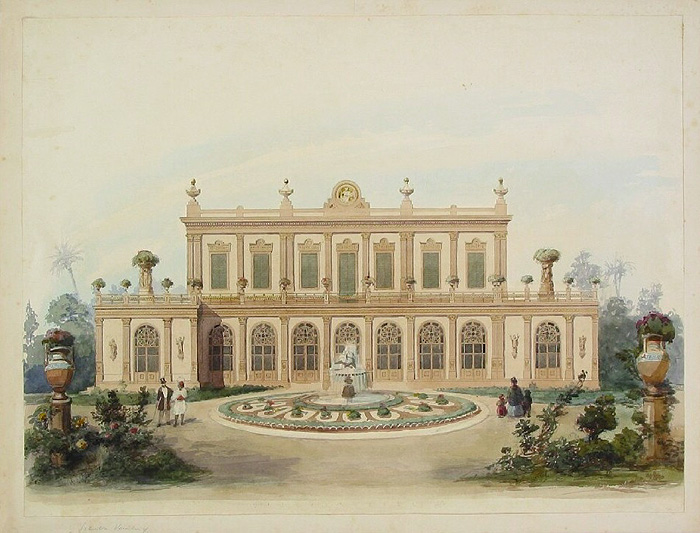
Aufriss einer Villa, vermutlich Villa Oppenheimer in Kairo, von Diebitschs Hand

Carl Wilhelm von Diebitsch (* 13. Januar 1819 in Liegnitz; † 15. Juni 1869 in Kairo) war ein preußischer Architekt.

## Herkunft
Carl von Diebitsch stammte aus der schlesischen Uradelsfamilie von Diebitzsch, seine Vorfahren waren Gutsbesitzer und zumeist Offiziere, wie auch der Großvater, Gutsherr und Leutnant a. D. Georg Heinrich von Diebitsch, verheiratet mit Friedrike Charlotte von Frankenberg und Ludwigsdorf. Sein Vater war der kgl. preuß. Major a. D. Major Heinrich von Diebitsch (* 1766; † 1835), seine Mutter Friederike Therese Johanne eine geb. von Biela (* 1786; † 1865).

## Leben
Er erhielt zunächst eine militärische Ausbildung in der Potsdamer Kadettenanstalt, die er 1839 abbrach, um in die Berliner Bauakademie einzutreten, wo in der Tradition Schinkels gelehrt wurde. Nach Abschluss seines Studiums reiste er 1842 nach Italien, Frankreich, Algerien und schließlich nach Granada in Spanien, wo er die Alhambra studierte und 1847 Wilhelm Gentz kennenlernte. 1862 wurde er vom ägyptischen Vizekönig Ismail Pascha nach Kairo eingeladen, wo er diverse Aufträge erhielt.
Carl von Diebitsch heiratete in Venedig am 22. März 1864 Friedrike Reinhold (* 1843 in Nordhausen), die später den Hofrat Karl Kühne in zweiter Ehe sich wieder vermählte. Friedrike und Carl hatten Kinder, Tochter Therese starb nach der Geburt in Kairo 1864 noch im gleichen Jahr in Wien. Der Sohn Karl (* 1865) wurde Offizier und gründete mit Hildegarde von Schmid eine Familie. Die Tochter Ella heiratete 1893 in Potsdam bürgerlich, den damaligen Regierungsrat zu Münster Rudolf Angerer, später genannt, 1923 durch Adoption, Rudolf von Schoen-Angerer. Der jüngste Sohn von Carl und Friedrike, Wilhelm Valentin, wurde 1869 ebenfalls in Kairo geboren und starb gleichen Jahres in Nordhausen.
1869 starb Carl von Diebitsch in Kairo; sein Grab befindet sich auf dem dortigen Englischen Friedhof. Die Forschungen um sein Wirken unterstützen u. a. die Kinder des Rudolf von Schön-Angerer.

## Werke

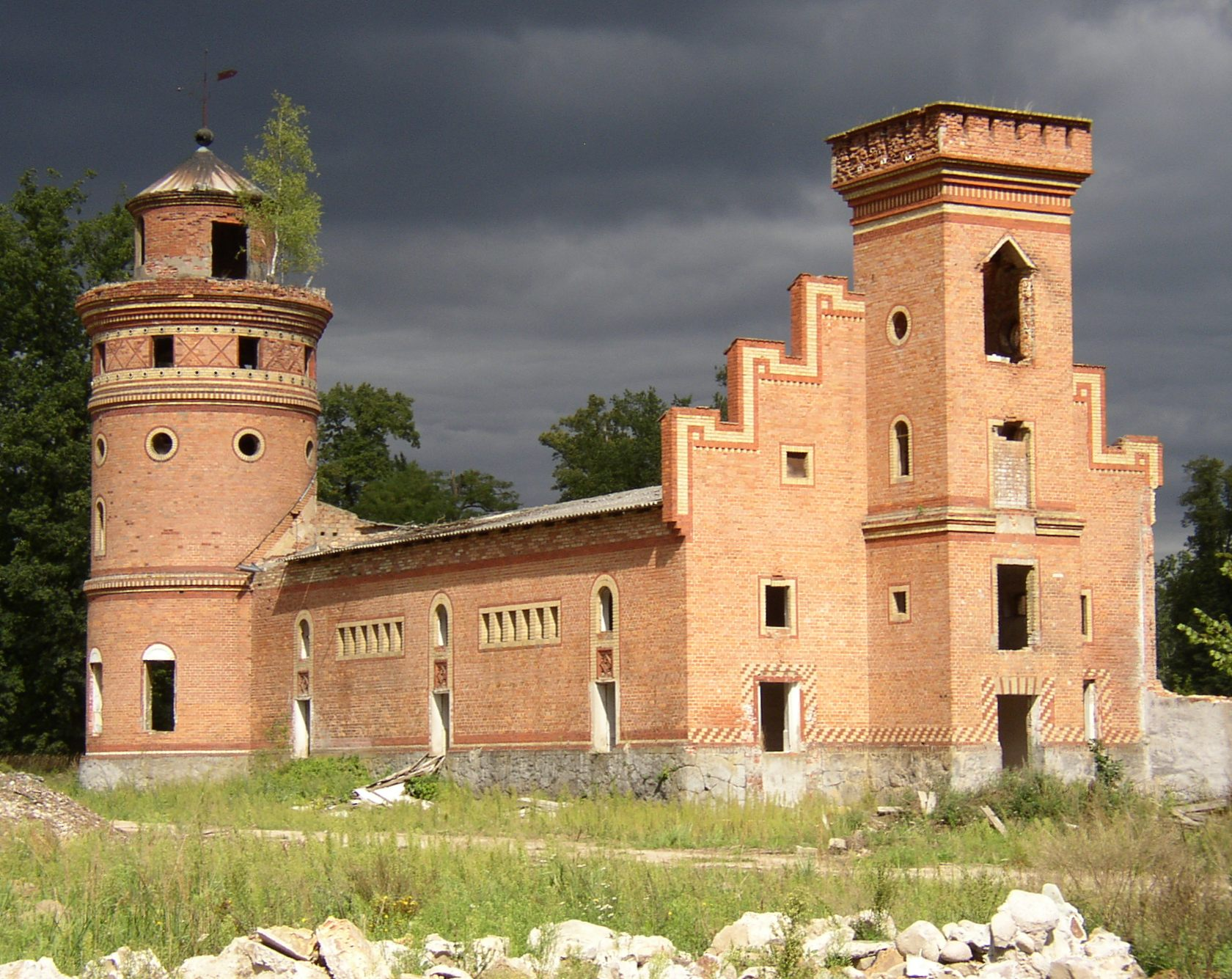
Kornspeicher in Neuruppin-Gentzrode

- Villa und Gärtnerhaus im Tempelgarten in Neuruppin (um 1850)
- Maurisches Kabinett im Belvedere auf dem Pfingstberg in Potsdam (um 1850)
- Türkisches Bad (auch als Maurisches Kabinett bezeichnet) in Schloss Albrechtsberg bei Dresden (nach Vorlagen der Alhambra) (1855)
- Maurisches Bad im Schweriner Schloss (1855)[2]
- Kornspeicher in Neuruppin-Gentzrode (1861)
- Innenausstattung des Al Jazirah-Palastes in Kairo (1862; teilweise im heutigen Marriott-Hotel erhalten)
- Villa Oppenheim in Kairo (1863/64)
- Palast des Nubar Pascha (1864/65)
- Maurischer Kiosk im Park von Schloss Linderhof (1867)
- Entwurf für den Berliner Dom (1868)
- Entwurf für die Berliner Börse
- Entwurf für das Berliner Rathaus

Tempelgarten in Neuruppin
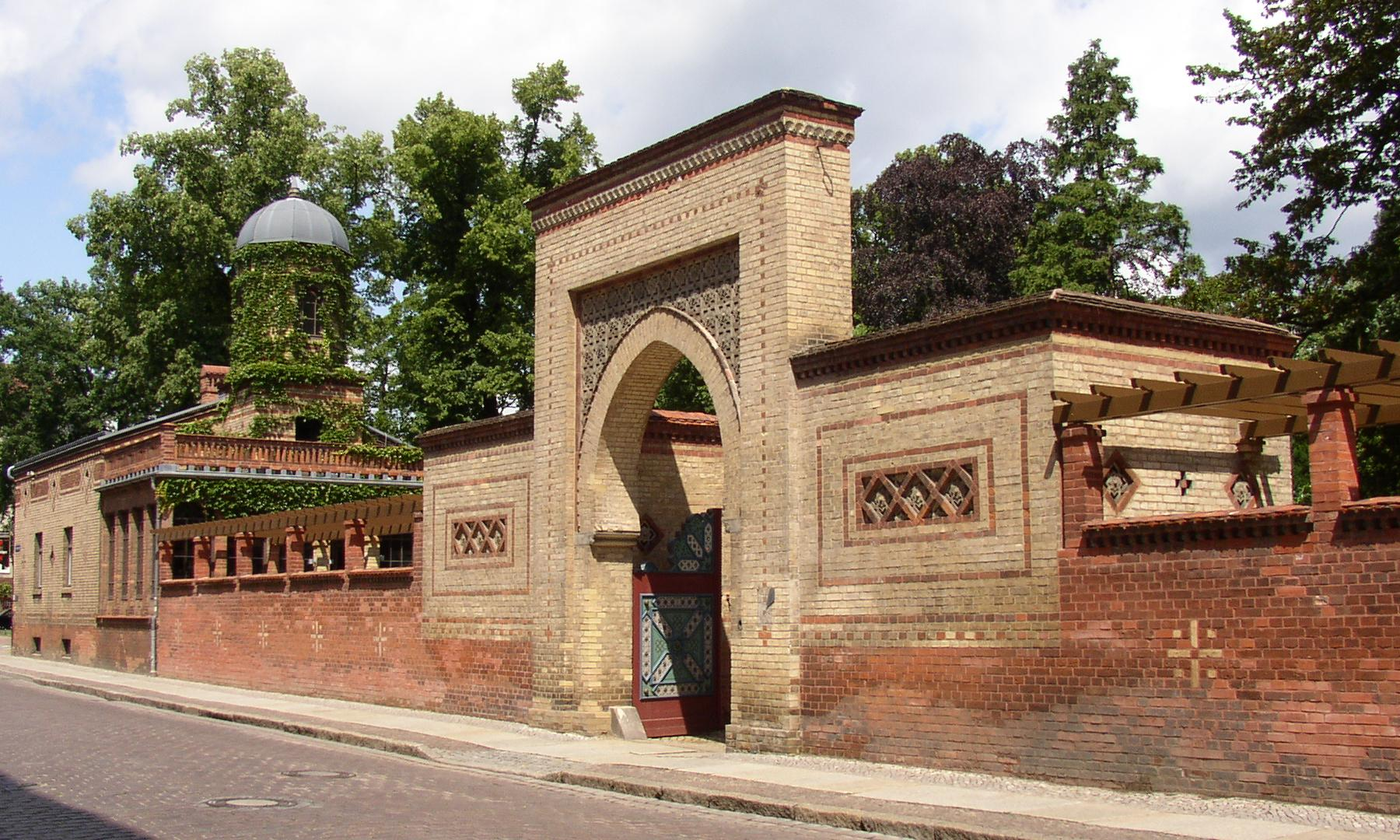
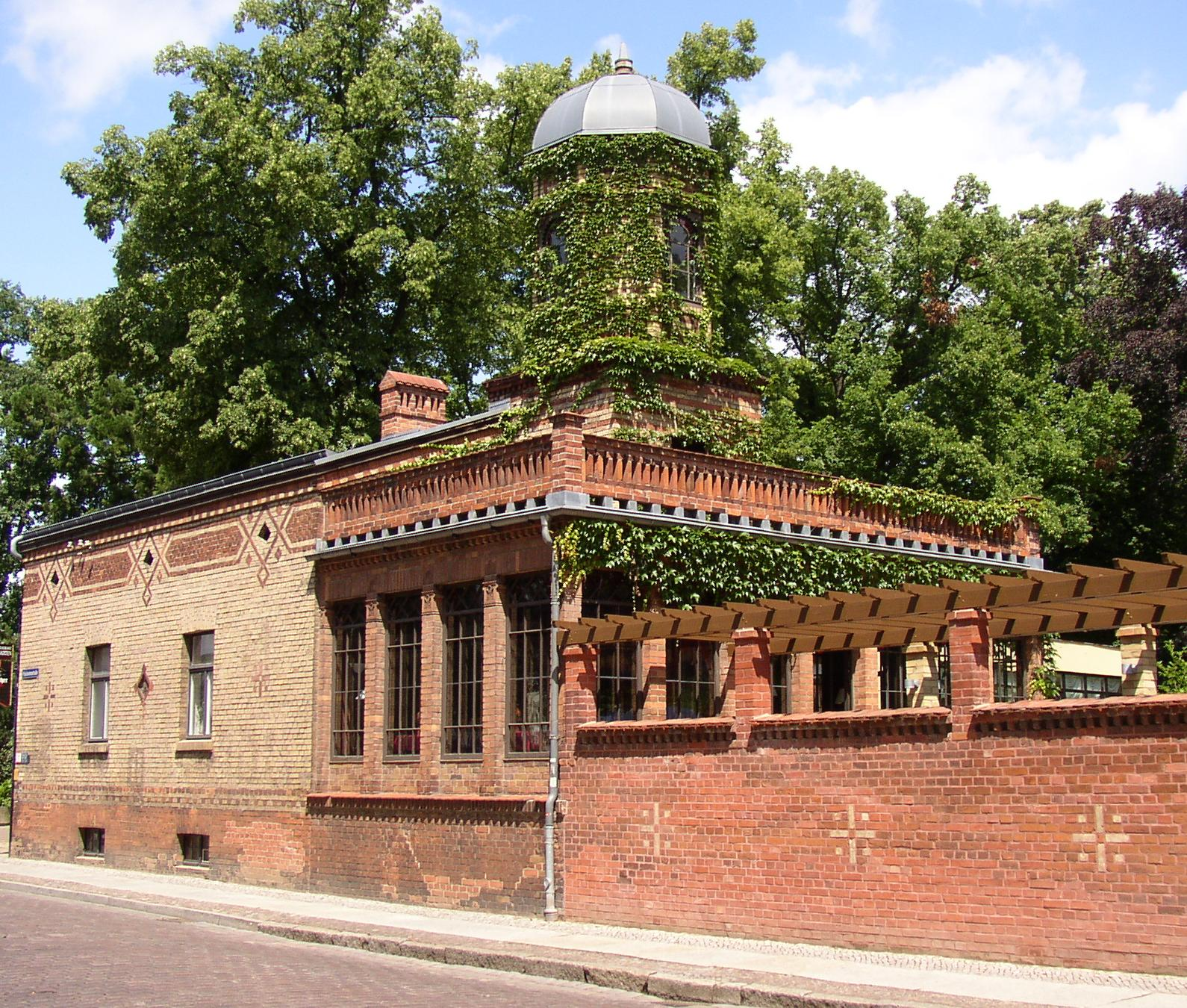
Villa
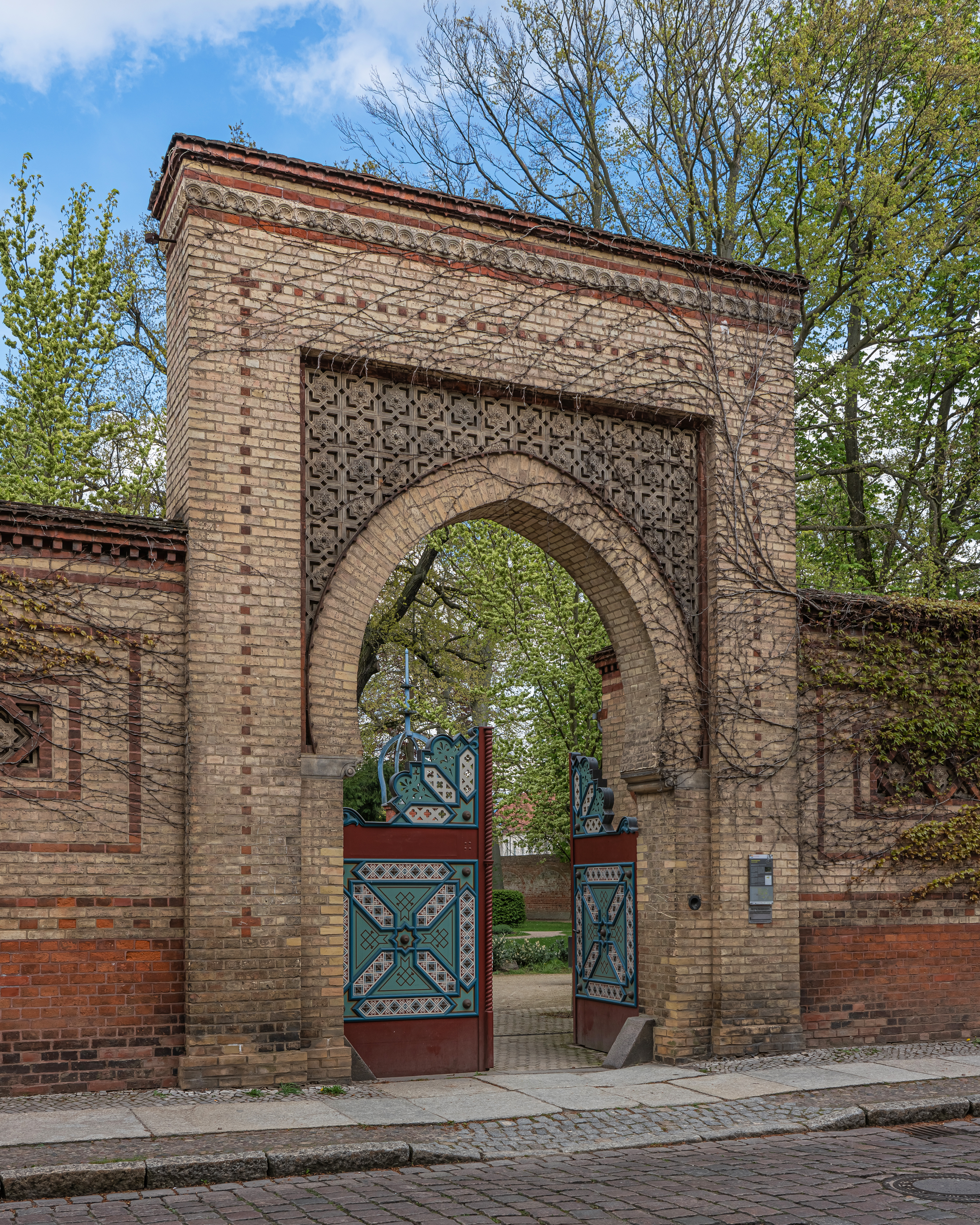
Portal
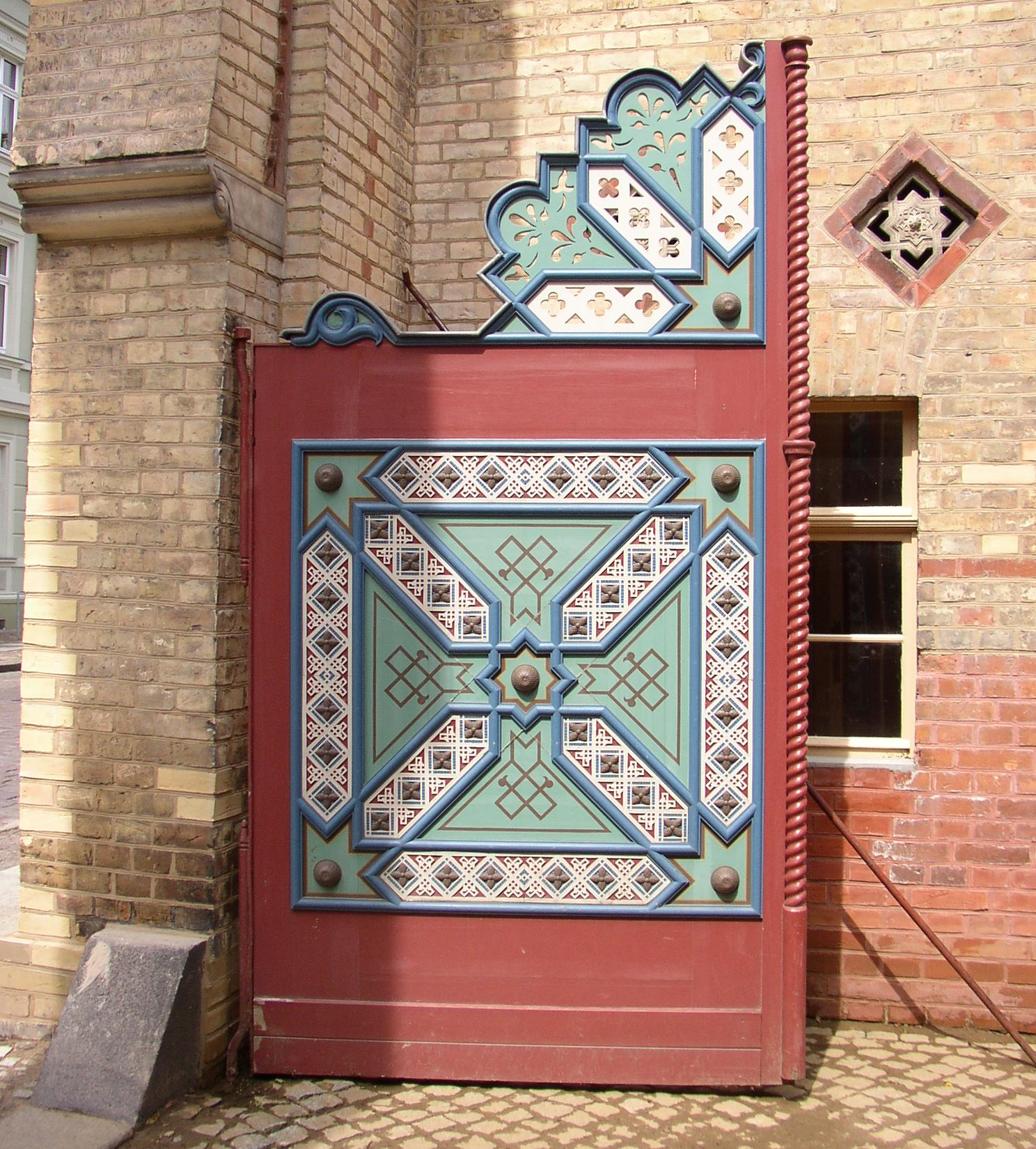
Torflügel
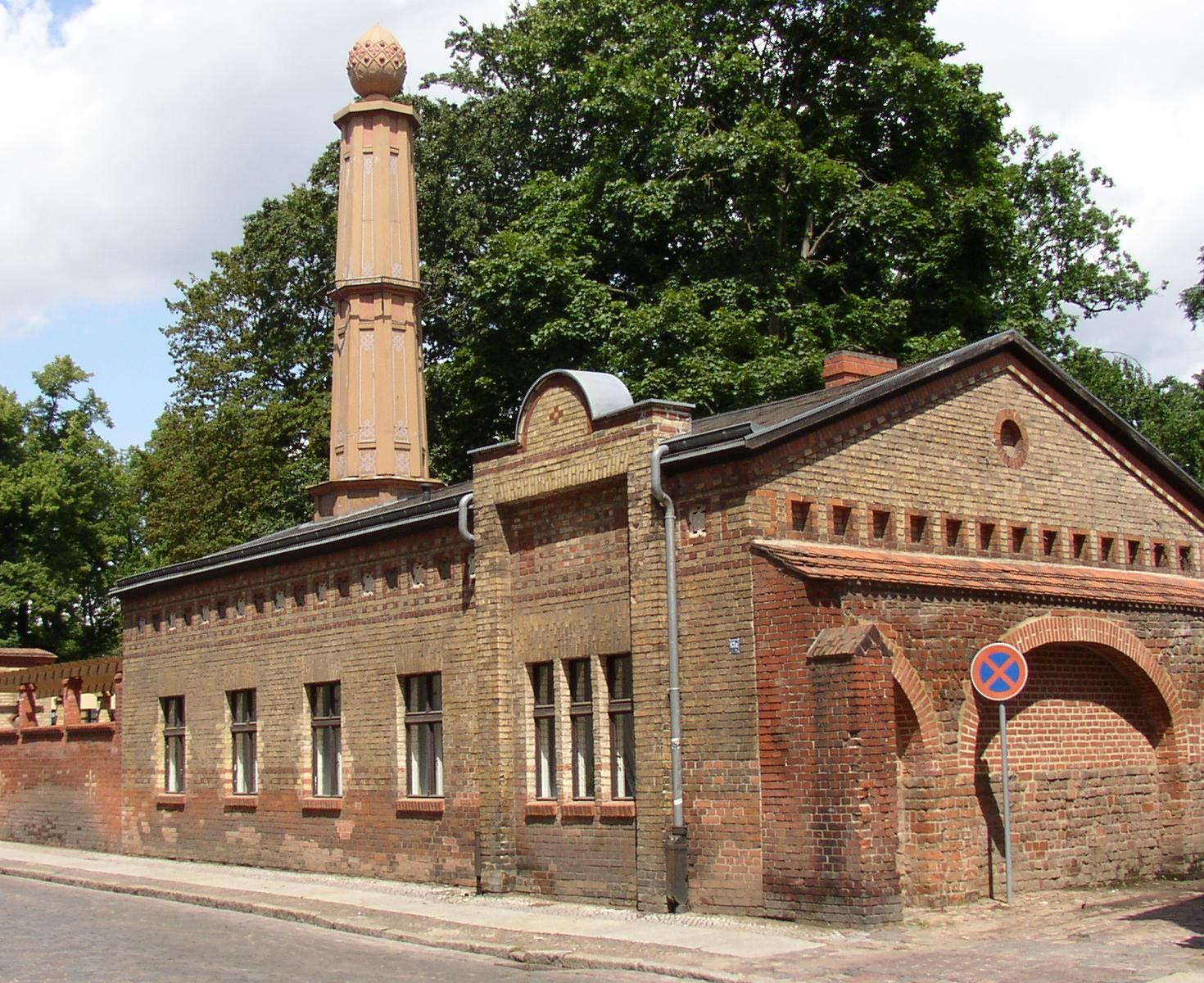
Gärtnerhaus

## Genealogie
- Gothaisches Genealogisches Taschenbuch der Adeligen Häuser. Der in Deutschland eingeborene Adel (Uradel) 1903. 4. Jahrgang, Justus Perthes, Gotha 10. November 1902, S. 265 f.